# Спрінгвотер-Гамліт (Нью-Йорк)
Спрінгвотер-Гамліт (англ. Springwater Hamlet) — переписна місцевість (CDP) в США, в окрузі Лівінгстон штату Нью-Йорк. Населення — 549 осіб (2010).

## Географія
Спрінгвотер-Гамліт розташований за координатами 42°38′6″ пн. ш. 77°35′47″ зх. д. / 42.63500° пн. ш. 77.59639° зх. д. (42.634990, -77.596423).  За даними Бюро перепису населення США в 2010 році переписна місцевість мала площу 3,45 км², уся площа — суходіл.

## Демографія
Згідно з переписом 2010 року, у переписній місцевості мешкало 549 осіб у 218 домогосподарствах у складі 135 родин. Густота населення становила 159 осіб/км².  Було 240 помешкань (70/км²).
Расовий склад населення:
| - 96,9 % — білих - 1,3 % — чорних або афроамериканців - 0,4 % — корінних американців - 0,4 % — азіатів |

До двох чи більше рас належало 1,1 %. Частка іспаномовних становила 0,0 % від усіх жителів.
За віковим діапазоном населення розподілялося таким чином: 27,9 % — особи молодші 18 років, 63,2 % — особи у віці 18—64 років, 8,9 % — особи у віці 65 років та старші. Медіана віку мешканця становила 36,8 року. На 100 осіб жіночої статі у переписній місцевості припадало 107,2 чоловіків;  на 100 жінок у віці від 18 років та старших — 99,0 чоловіків також старших 18 років.
Середній дохід на одне домашнє господарство  становив 44 956 доларів США (медіана — 35 938), а середній дохід на одну сім'ю — 50 611 долар (медіана — 45 662). За межею бідності перебувало 26,4 % осіб, у тому числі 36,2 % дітей у віці до 18 років та 31,1 % осіб у віці 65 років та старших.
Цивільне працевлаштоване населення становило 174 особи. Основні галузі зайнятості: виробництво — 32,8 %, освіта, охорона здоров'я та соціальна допомога — 17,8 %, транспорт — 15,5 %, науковці, спеціалісти, менеджери — 14,4 %.